# Calcestruzzo con aggregati da asfalto riciclato

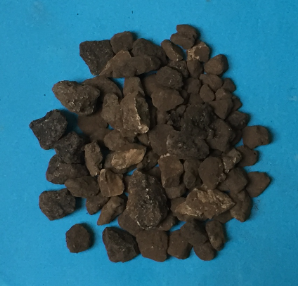
Aggregati ottenuti da asfalto riciclato

Il calcestruzzo con aggregati provenienti da asfalto riciclato (RAPCON - RAP Concrete) è un tipo di calcestruzzo realizzato a partire dalla sostituzione, totale o parziale, degli aggregati naturali con aggregati riciclati.
Esso trova impiego soprattutto nelle opere di manutenzione stradale, mentre in campo strutturale il suo utilizzo non è ancora molto diffuso, visto che l'impiego di tali aggregati va ad inficiare le proprietà meccaniche del calcestruzzo, tuttavia può essere utilizzato per applicazioni non strutturali.

## Descrizione
Il calcestruzzo è un materiale realizzato a partire dalla miscelazione di un legante idraulico, ovvero il cemento, un materiale inorganico macinato (nell'antichità veniva impiegata calce o pozzolana), con elementi naturali quali acqua e aggregati con differenti granulometrie. Negli ultimi decenni si è però diffuso il concetto di sostenibilità anche nel settore della produzione del calcestruzzo. Questo vuol dire che l'impiego di aggregati riciclati in sostituzione di quelli naturali consente di preservare risorse naturali, oltre che portare ad un abbattimento dei costi di produzione e una diminuzione delle emissioni di CO2. Fra quei materiali considerati come rifiuti, che possono trovare impiego in questo settore, vi sono certamente i rifiuti derivanti da costruzione e demolizione (C&D), ma ultimamente sono stati utilizzati anche rifiuti provenienti dalla manutenzione o rifacimento dei manti stradali (RAP).

## Proprietà

### Stato fresco

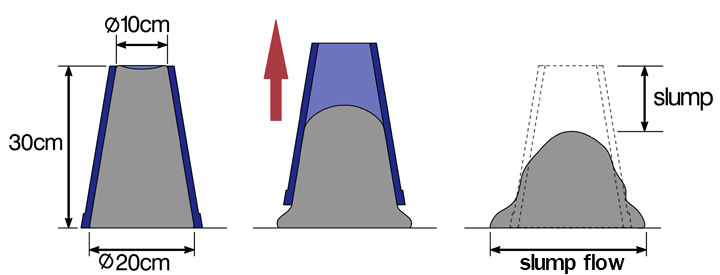
Misura della lavorabilità mediante prova di abbassamento al cono

Le proprietà del calcestruzzo allo stato fresco sono influenzate da diversi parametri quali contenuto d'acqua, diametro massimo e caratteristiche geometriche degli inerti. Un buon calcestruzzo deve combinare fra di loro proprietà reologiche (es. fluidità), di compattabilità (facilitare la rimozione dell'aria) e coesione evitando la separazione degli elementi che lo compongono (segregazione). L'insieme di queste peculiarità può essere racchiuso nello studio della lavorabilità (o consistenza) del calcestruzzo.
Tale parametro viene valutato attraverso la misura dell'abbassamento al cono. La prova realizzata con il cono di Abrams prevede di misurare l'abbassamento dell'impasto (slump) per effetto della forza di gravità. In tale prova potrebbe anche essere valutato il diametro di spandimento (slump flow). In base alla misura ottenuta vengono identificate cinque classi di consistenza da quella che indica una minore lavorabilità (S1) a quella maggiore (S5). L'utilizzo di aggregati RAP nella miscela del calcestruzzo porta ad un peggioramento di tale proprietà misurando uno slump minore rispetto ai calcestruzzi con aggregati naturali. Questo effetto è legato essenzialmente a diversi fattori, il primo rappresentato dall'elevata viscosità dell'asfalto, il secondo è legato alla forma dell'aggregato, che essendo molto più irregolare rispetto ad un aggregato naturale richiede un quantitativo di acqua maggiore per raggiungere la stessa lavorabilità, a parità di diametro massimo dell'aggregato. La lavorabilità dell'impasto può essere migliorata prevedendo opportuni trattamenti (meccanici o lavaggio) che hanno come obiettivo quello di pulire la superficie dell'aggregato RAP dalle particelle fini che aderiscono all'involucro bituminoso, che causano l'aumento dell'assorbimento di acqua dell'aggregato. Come per il confezionamento dei calcestruzzi tradizionali, è sempre possibile ricorrere all'impiego di additivi fluidificanti o superfluidificanti.

### Stato indurito
- Resistenza a compressione

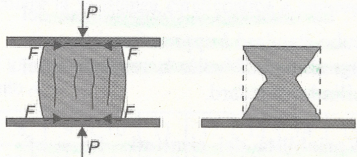
Prova di compressione su provino cubico e modalità di rottura

La resistenza a compressione nei calcestruzzi con aggregati RAP è sensibilmente inferiore, arrivando ad una riduzione pari al 60÷80% della resistenza a compressione rispetto ad un calcestruzzo confezionato con aggregati naturali. La differenza nel valore di resistenza a compressione è legata essenzialmente alla tipologia di RAP utilizzato, la riduzione minore si rileva a seguito della sostituzione della sola frazione grossolana con aggregato RAP, mentre l'utilizzo anche della componente abbassa ulteriormente la resistenza a compressione. In generale questo comportamento è causato dal film di asfalto più "soffice" rispetto alla matrice cementizia. Questa zona di interfaccia fra aggregato e pasta cementizia, detta di transizione, costituisce un punto dove si manifesta una concentrazione di forze, che porta alla formazione di microfessure attorno all'aggregato causando così una diminuzione della resistenza a compressione.
Sotto carichi assiali di compressione l'utilizzo dell'aggregato RAP porta benefici per quanto riguarda la capacità del materiale di assorbire energia prima di giungere a rottura, ovvero la tenacità. Anche in questo caso è la presenza dell'involucro di bitume che influenza la propagazione della fessura proteggendo l'aggregato.
- Resistenza a flessione

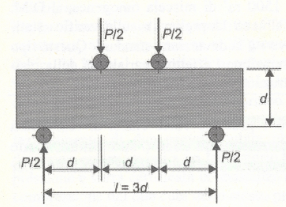
Prova di flessione su quattro punti

La resistenza a flessione ricalca l'andamento del comportamento a compressione, con una riduzione in funzione della percentuale di RAP che sostituisce l'aggregato naturale. In termini numerici però la riduzione di resistenza può arrivare fino al 35% in calcestruzzi con solo RAP grossolano, mentre raggiunge anche il 45% se sono presenti entrambe le frazioni granulometriche. Un aspetto che però viene migliorato è la capacità del materiale di assorbire i carichi. Questo si traduce in una rottura che avviene più lentamente nel tempo, ciò è sempre legato allo strato di asfalto che produce una riduzione del modulo elastico incrementando dall'altra parte la capacità di assorbire carichi maggiori rispetto al calcestruzzo con aggregati ordinari.
- Resistenza a trazione

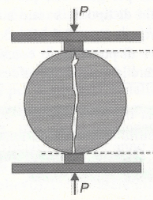
Prova brasiliana (splitting tension test)

Tipicamente la resistenza a trazione del calcestruzzo viene trascurata nei calcoli strutturali, affidando il compito di assorbire le sollecitazioni di trazione alle barre di armatura annegate al suo interno. Rimane però un parametro importante nel determinare la resistenza a fessurazione del calcestruzzo. Vista la natura fragile del materiale è complicato definire con misure dirette un valore di resistenza a trazione, per questo si desume sulla base della resistenza a flessione oppure con prove indirette come prova brasiliana (splitting tension test).
Come per la resistenza a compressione e a flessione, l'utilizzo di RAP porta effetti peggiorativi sulla resistenza a trazione in funzione dell'aumentare della percentuale di RAP utilizzato. In generale si osserva che i calcestruzzi con un comportamento migliore sono quelli che contengono solo la frazione grossolana, seguiti da quelli con entrambe le frazioni, mentre l'utilizzo della sola frazione fine determina i valori di resistenza peggiori.

## Applicazioni ed utilizzo
Già da diverso tempo ormai per la produzione del calcestruzzo vengono impiegati aggregati riciclati, provenienti prevalentemente da rifiuti derivanti da attività di costruzione e demolizione. Questo consente di ridurre il consumo di risorse naturali nella produzione del calcestruzzo, specialmente relativamente agli aggregati estratti da cave o dragati da fiumi. Il calcestruzzo realizzato con tali aggregati presenta una riduzione sensibile delle proprietà meccaniche (es. resistenza a compressione) rispetto al calcestruzzo tradizionale, tuttavia la presenza di un film seppur sottile di asfalto, che ingloba l'aggregato naturale, contribuisce ad aumentare la tenacità del materiale.

### Rifacimento pavimento stradale

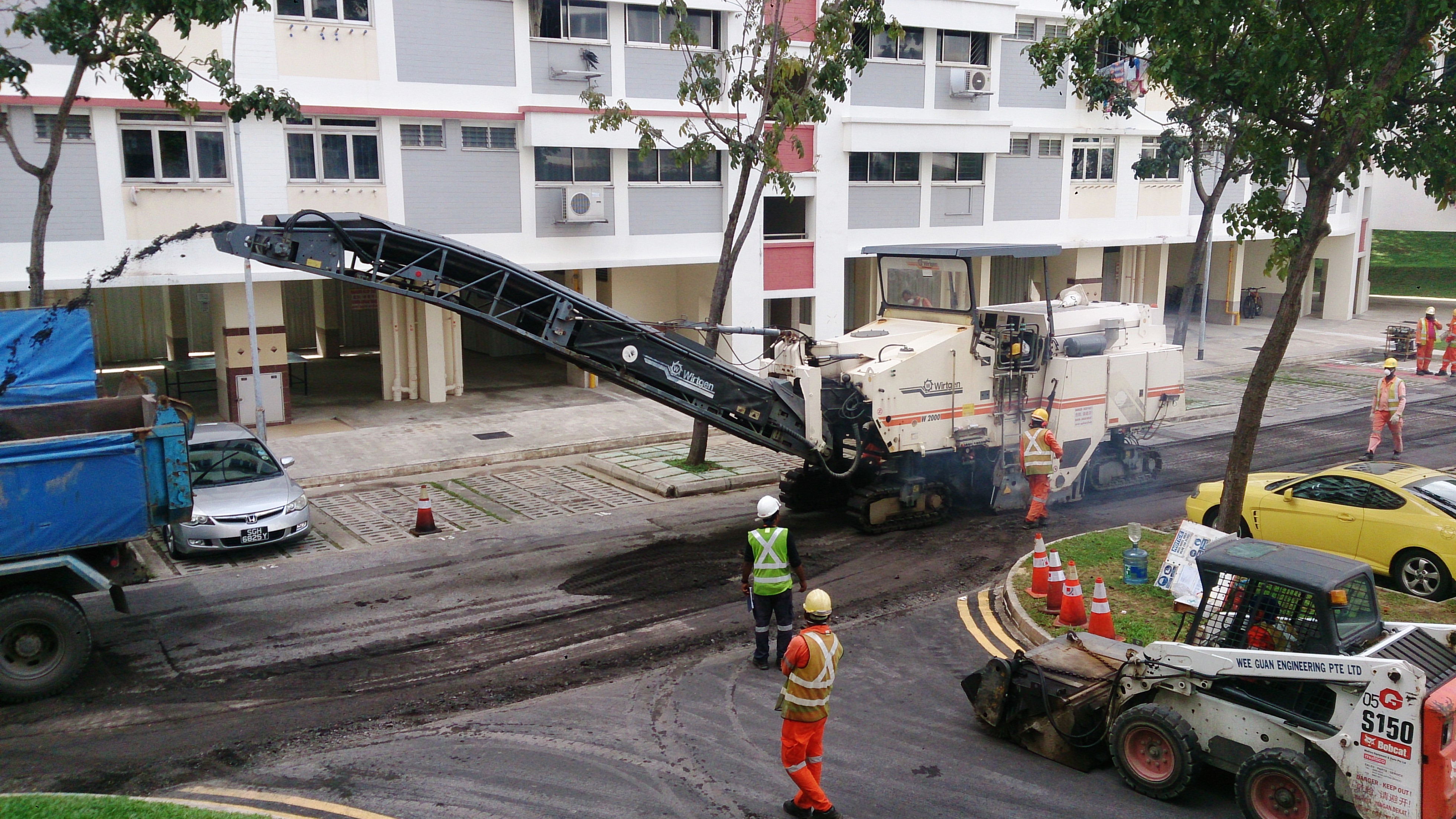
Rimozione pavimentazione stradale mediante procedimento a freddo

Il materiale viene ottenuto a partire dagli interventi di dismissione o rifacimento della pavimentazione stradale, attraverso le operazioni di fresatura o di demolizione; quest'ultima può interessare tutti gli strati della sezione stradale..
Le tecniche prevedono un processo a caldo o in alternativa un processo a freddo. Nel primo caso la pavimentazione esistente viene sottoposta ad un riscaldamento, solo dopo si procede con la fresatura o scarificatura. Con il processo a freddo la pavimentazione stradale viene demolita o fresata direttamente fino alla profondità richiesta. La tipologia di intervento può influenzare la granulometria del prodotto finale: ad esempio, intervenendo sugli strati più superficiali della pavimentazione stradale si riesce ad ottenere un fresato di asfalto con una granulometria più grossolana. Qualora si debba ricorrere ad una demolizione completa della sede stradale, si otterrebbe una varietà granulometrica maggiore con la possibilità di ottenere anche frazioni più fini.

## Degrado delle opere in calcestruzzo
Il degrado del calcestruzzo può essere conseguenza di molteplici cause, ad esempio una errata progettazione o realizzazione della struttura oppure un non corretto mix design del calcestruzzo. Tali errori possono compromettere sin dalle prime fasi la struttura, evidenziando segni di un degrado precoce già dopo pochi giorni o settimane dalle operazioni di getto. Un ruolo importante, sulla durabilità delle opere in calcestruzzo, è ricoperto anche dalle azioni ambientali, le quali causano però un danneggiamento progressivo dell'elemento interessando prima gli strati superficiali e andando progressivamente verso gli strati più interni.
Lo sviluppo dei fenomeni di degrado è agevolato soprattutto dalla disponibilità di acqua e ossigeno all'interno del calcestruzzo, che consente una più rapida propagazione degli elementi aggressivi.
Sotto tale punto di vista il calcestruzzo contente aggregati RAP presenta una maggiore porosità rispetto ai calcestruzzi ordinari, conseguenza di ciò è la maggiore facilità per acqua e ossigeno di penetrare nell'elemento, favorendo i fenomeni di degrado e contribuendo ad accelerare i fenomeni di corrosione delle armature qualora venga utilizzato per getti di calcestruzzo armato. 

### Corrosione delle armature

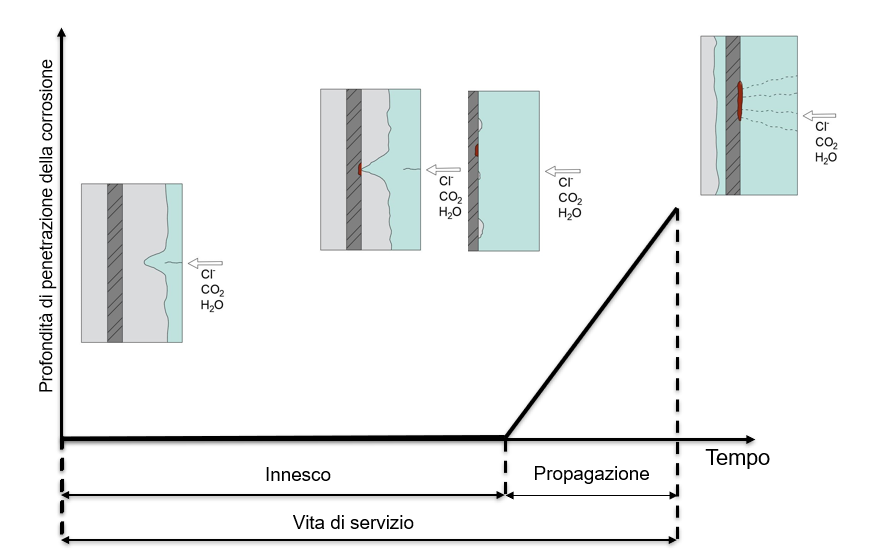
Schema del processo corrosivo per una struttura in calcestruzzo armato

Nel caso di calcestruzzo armato le armature sono protette dalla corrosione, se il calcestruzo nel quale sono annegate si trova in condizione ancora alcaline, ovvero con pH intorno a 13. In tali condizioni si dice che l'acciaio si trovi in condizioni di passività, ovvero le armature sono ricoperte da un sottile film protettivo che le protegge.
Tali condizioni di passività dell’armatura possono essere compromesse a seguito di fenomeni quali la carbonatazione del calcestruzzo o la penetrazione di cloruri.
La corrosione delle armature a seguito di uno dei due fenomeni citati precedentemente è caratterizzata da due fasi indicate come tempo di innesco e tempo di propagazione.

#### Tempo di innesco
Tempo necessario affinché il fronte carbonatato o i cloruri, sopra una certa soglia, raggiungano la profondità delle armature ovvero penetrino per una profondità pari allo spessore di copriferro. La fase di innesco in caso di corrosione da carbonatazione è determinata dalla velocità di penetrazione della carbonatazione e dallo spessore del copriferro. Si può descrivere tale fenomeno attraverso una relazione che evidenzia una proporzionalità diretta fra l'avanzamento della reazione di carbonatazione e la radice quadrata del tempo.
Nel caso di corrosione da cloruri invece il tempo di innesco è influenzato dalla velocità di penetrazione dei cloruri, dallo spessore di copriferro e dal raggiungimento del tenore critico di cloruri sulla superficie dell'armatura, provocando un fenomeno di corrosione molto aggressivo detto pitting.
I calcestruzzi con aggregato RAP a seguito della loro maggiore permeabilità, che fondamentalmente rappresenta il parametro principale che regola il tempo di innesco (anche se non è il solo), facilitano l'ingresso di specie aggressive in un primo momento, non ostacolandone particolarmente il loro trasporto all'interno del materiale in un secondo momento. Tutto ciò si traduce in un accorciamento del tempo di innesco. Una soluzione al problema può essere intervenire sul tipo di cemento usato, anche se la soluzione più efficace sembra essere quella di ricorrere all'aggiunta di elementi quali fumo di silice, un materiale che consente di ostruire i vuoti all'interno della pasta cementizia riducendone la porosità. Una riduzione della porosità è stata osservata anche in ricerche che non hanno utilizzato nei provini fumo di silice, ma li hanno riscaldati raggiungendo il punto di rammollimento osservando un'ostruzione dei vuoti per mano del bitume diventato liquido.

#### Tempo di propagazione
Tempo durante il quale si ha la formazione dei prodotti di corrosione che nel tempo possono generare tensioni causando fessurazioni e distacchi del copriferro. I parametri che consentono di valutare il tempo di innesco in una struttura in cemento armato sono il potenziale dell'armatura e la velocità di corrosione. 
Per quanto riguarda la corrosione da carbonatazione, quando il fronte di carbonatazione ha raggiunto la profondità dell'armatura inizia la fase di propagazione, la cui velocità di corrosione è determinata dalla disponibilità di ossigeno e acqua sulla superficie dell'armatura.
Nel caso della corrosione da cloruri, quando si innesca la corrosione per pitting si genera un ambiente molto aggressivo, caratterizzato da una velocità di corrosione alta che produce una riduzione notevole della sezione dell’armatura in tempi relativamente brevi. Visto la natura particolarmente aggressiva di tale tipo di attacco, si tende a trascurare il tempo di propagazione considerando come stato limite il tempo di innesco.
In generale la velocità di corrosione è influenzata dalla resistività elettrica del calcestruzzo, nei confronti della quale si osserva una proporzionalità inversa, ovvero maggiore è la resistività elettrica minore sarà la velocità di propagazione della corrosione.
Il parametro della resistività è influenzato dalla porosità del materiale, quindi essendo il calcestruzzo con RAP più poroso di quello con aggregati naturali presenta valori di resistività decrescenti all'aumentare della percentuale di sostituzione degli aggregati naturali con aggregato RAP, arrivando a toccare valori intorno ai 25 Ωm quando la sostituzione è pari al 100%, mentre per un calcestruzzo con aggregato naturale supera i 50 Ωm. L'effetto benefico evidenziato dall'uso di fumo di silice per ridurre la porosità, si dimostra efficace anche per aumentare la resistività.
Quando gli effetti della corrosione non sono più tollerabili si ha la fine di questo periodo che coincide con la fine della “vita” della struttura.